# عبد السلام حباشي
عبد السلام حباشي مواليد 2 سبتمبر 1925 مجاهد وضابط جزائري، وأحد أعضاء مجموعة لـ 22 التاريخية التي خططت لتفجير ثورة أول نوفمبر، عضو حركة انتصار الحريات الديمقراطية وحزب الشعب الجزائري، والمنظمة الخاصة.

## الوفاة
توفي عبد السلام حباشي يوم الخميس 13 مارس 2008، الموافق لـ5 ربيع الأول 1429 هـ، ودُفن في بتاريخ 15 مارس 2008 بمقبرة سيدي عيسى بعنابة.